# Dendrokingstonia nervosa
Dendrokingstonia nervosa (Hook.f. & Thomson) Rauschert – gatunek rośliny z monotypowego rodzaju Dendrokingstonia w obrębie rodziny flaszowcowatych (Annonaceae Juss.). Występuje naturalnie w Malezji oraz Indonezji. 

## Morfologia
PokrójZimozielone drzewo dorastające do 15 m wysokości. Kora jest spękana i ma zielonoszarawą barwę. Młode pędy są owłosione.
LiścieMają kształt od podłużnego do podłużnie lancetowatego. Nasada liścia jest zaokrąglona. Blaszka liściowa jest o ostrym lub spiczastym wierzchołku. Ogonek liściowy jest nagi i dorasta do 5–10 mm długości.
KwiatyPromieniste, obupłciowe, zebrane w pęczki. Rozwijają się w kątach pędów. Działki kielicha są 3 i mają owalny kształt. 3 płatki mają podłużny kształt i żółtą barwę.
OwoceMają prawie kulisty kształt. Osiągają 5–6,5 cm długości i 4 cm szerokości.

## Biologia i ekologia
Rośnie w wilgotnych lasach. Występuje na terenach nizinnych.